# Apatija
Apatija je najpogosteje definirano stanje kjer vlada pomanjkanje občutka in čustev. To je stanje brezbrižnosti, lahko tudi zatiranja čustev, kot so skrb, razburjenje, motivacija, in / ali strasti. Apatični posameznik ima pomanjkanje zanimanja ali zaskrbljenosti zaradi čustvenega, socialnega, duhovnega, filozofskega in / ali fizičnega življenja in sveta.